# Đuro Daničić
Đuro Daničić oĐorđe Popović, en cirílico serbio: Ђуро Даничић, (pronunciado [dʑǔːrɔ dânit͡ʃél͡ɕ]); (4 de abril de 1825 – 17 de noviembre de 1882), fue un filólogo traductor, historiador lingüístico y lexicógrafo serbio. Fue un prolífico académico de la Universidad de Belgrado.

## Biografía

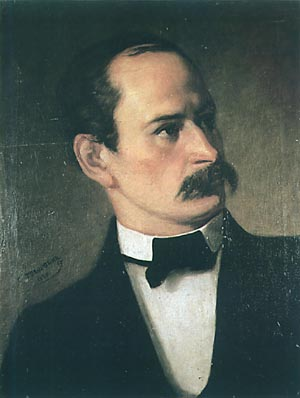
Đuro Daničić

Nació en Novi Sad, en la familia del sacerdote ortodoxo Jovan Popović. Asistió a la escuela en Novi Triste y Bratislava y estudió derecho en la Universidad de Viena. Publicó sus primeros artículos bajo el nombre de Đuro Daničić en 1845, en honor del hérore uscosco de un poema popular. Siguió utilizando el nombre durante el resto de su vida.
Bajo la influencia de Vuk Karadžić y Franc Miklošič, comenzó a estudiar la filología eslava, a la que dedicó su carrera. En 1856,  fue nombrado bibliotecario de la biblioteca popular de Belgrado y secretario de la Sociedad de Alfabetización serbia. En 1859 era profesor de la Universidad de Belgrado (Velika škola). En 1866 fue invitado a Zagreb para servir como general de secretario de la Academia Yugoslava de Ciencias y Artes (JAZU). Desde 1873 fue de nuevo profesor en la Universidad de Belgrado y en 1877 regresó a Zagreb para preparar el diccionario de la Academia, "Diccionario croata o serbio de la JAZU". Fue editor del primer volumen (A-češula), publicado de 1880 a 1882.
Su muerte en 1882 en Zagreb interrumpió su trabajo. Su cuerpo fue enterrado en el cementerio Marko en Belgrado.

## Trabajo

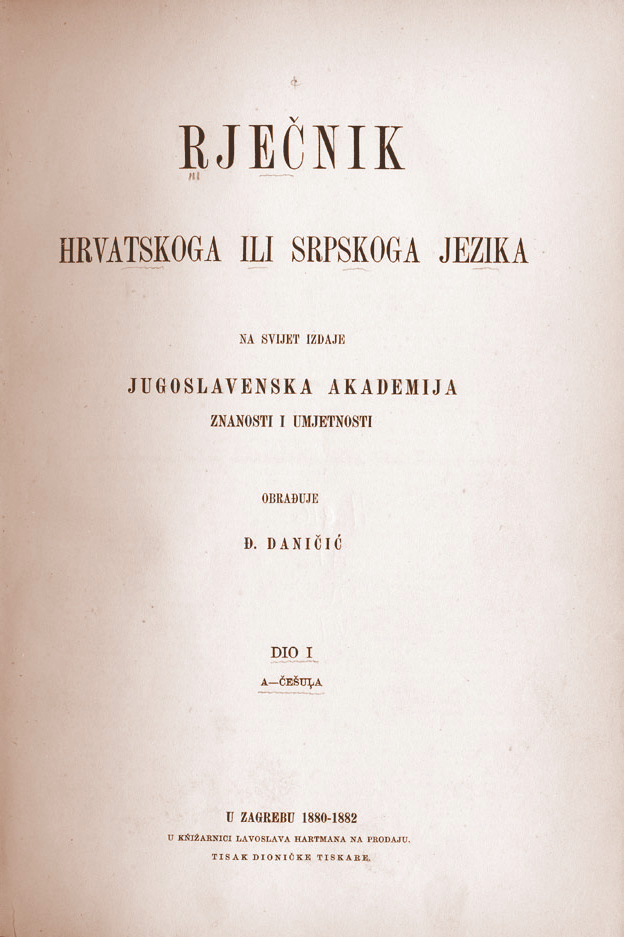
Rječnik hrvatskoga ili srpskoga jezika (Diccionario croata o serbio) 1882.

Daničić jugó una función clave en el nacimiento de la filología serbia por sus trabajos sobre gramática, dialectología y su diccionario histórico sobre la base de Vuk Karadžić. Su traducción del Antiguo Testamento, mayoritariamente desde fuentes alemanas, también influyó la literatura de traducción croata. Daničić también colaboró con Karadžić en su traducción del Nuevo Testamento a serbio en 1847. Después de experimentar una revisión, ambas traducciones fueron aceptadas y siguen en uso hoy en día por parte de la Iglesia ortodoxa serbia.
En 1847, publicó un famoso y polémico ensayo titulado "La Guerra por la lengua y ortografía serbia", donde se oponía a las ideas lingüísticas de Miloš Svetić, también conocido como Jovan Hadžić, el mayor adversario de Karadžić y defendía la ortografía fonemática del segundo. Daničić aportó el fundamento teórico a los conceptos de Karadžić.
Daničić también estudió la antigua literatura serbia y su redacción de viejos manuscritos sigue en uso, como la Hagiografía de San Sava (1860) de Theodossus, las Hageographies de San Simeón y San Sava (1865) de Domentiano, los Evangelios de Nicolás (Nikoljsko jevanđelje) (1864), las Vidas de los reyes y arzobispos serbios (1866).
Daničić empezó su trabajo científico cuando seguidor de las ideas panserbias de Karadžić (atribuyendo el dialecto shtokaviano y patrimonio escrito a serbios). Sus primeros trabajos fueron aparentemente dedicados a "serbios de fe católica", siendo criticado incluso por el joven Vatroslav Jagić. En 1857, publicó "Diferencias entre las lenguas serbias y croata" (utilizando la antigua ortografía) dónde identificó elcroata con el dialecto chakaviano. Aun así, sus actitudes promovián el paneslavismo frente al movimiento ilirio, pese a colaborar con este último. Eso incluía la defensa de una unidad lingüística incluida de croatas y serbios y la interpretación de que la literatura croata es al mismo tiempo serbia y viceversa. Sus artículos lingüísticos fueron titulados utilizando "croata o serbio" cuándo publicaba en Zagreb, y "serbio o croata" cuándo publicaba en Belgrado.

## Legado
Fue incluido en la lista de los 100 serbios más prominentes por la Academia Serbia de las Artes y las Ciencias

## Obras
- Pequeña Gramática serbia (1850)
- Sintaxis serbia (1858)
- Morfemas en la lengua serbia o croata (1872)
- Historia de los morfemas en la lengua serbia o croata (1874)
- Fundamentos de la lengua serbia o croata, (1876)
- Raíces en la lengua croata o serbia (1877)
- Diccionario croata o serbio. Volumen 1 (A-češula) (1880–1882)
- Acentos serbios